# 24号马里兰州州道
24号马里兰州州道（英語：Maryland Route 24，MD 24）是美国马里兰州的一条南北走向的州级公路，长约25.17英里（40.51），南起美国陆军阿伯丁试验场，穿过哈福德縣至宾夕法尼亚州边界，是哈福德縣主要的南北通道。MD 24南部连接了1号美国国道（US1）、40号美国国道（US40）与貝萊爾的郊區和县城，北部穿过岩石州立公园。